# Glochidion muscisilvae
Glochidion muscisilvae är en emblikaväxtart som beskrevs av Airy Shaw. Glochidion muscisilvae ingår i släktet Glochidion och familjen emblikaväxter. Inga underarter finns listade i Catalogue of Life.